# آبادة تشك
آبادة تشك (بالفارسية: آباده طشک) هي مدينة تقع في إيران في منطقة آبادة تشك. يقدر عدد سكانها بـ 6,213 نسمة .